# Waverly (Illinois)
Waverly je grad u američkoj saveznoj državi Ilinois. Prema popisu stanovništva iz 2010. u njemu je živjelo 1.307 stanovnika.